# Оушън Сити (Мериленд)
Оушън Сити (на английски: Ocean City в превод „Океански град“) е градче в щата Мериленд, САЩ разположено на Атлантическия океан. Оушън Сити е популярен летен курорт за жителите на Средния Атлантик в САЩ. Оушън Сити е с население от 7173 жители (2000) и обща площ от 94,20 км² (36,40 мили²). Основан е през 1875 г., а получава статут на градче през 1880 г. Подобно и на други курортни градчета в района, като Кейп Мей и Атлантик Сити например, в градчето живеят български студенти на обмен, които работят тук през лятото.